# Sportmagasinet (Yle)
Sportmagasinet var ett svenskspråkigt finländskt sportprogram i magasinformat, producerat av Yles svenskspråkiga sportredaktion. Programmet började sändas år 1985 och avslutades vid utgången av 2018. Vid sin storhetstid under 1980- och 1990-talen hade programmet upp till 200 000–300 000 tittare, varav en betydande andel var finskspråkiga.

## Innehåll och profil
Sportmagasinet fokuserade på djupgående sportjournalistik snarare än enbart resultatrapportering. Under sina tidiga år kunde programmet erbjuda exklusiva intervjuer med internationella storstjärnor, särskilt när de besökte Finland. Bland de profiler som intervjuats i programmet återfinns Pelé, Johan Cruyff, Jimmy Connors, Miguel Indurain och Alberto Tomba.
År 1998 intervjuades den legendariske långdistanslöparen Haile Gebrselassie på sitt hotellrum där han tittade på ishockey tillsammans med medarbetaren Magnus Eklöv.

## Avslut
Trots sin historiska betydelse tappade programmet tittare under 2000-talet. När det svenskspråkiga innehållet togs bort från Yle TV2 och flyttades till Yle Fem, sjönk tittarsiffrorna drastiskt. Vid sin lägsta punkt nådde programmet endast omkring 10 000 tittare.
Sportmagasinet sändes sin sista gång under slutet av 2018. Enligt Johan Portin, chef för Yle Sporten, berodde nedläggningen inte på försämrat innehåll utan på förändringar i programstruktur och medielandskap.

## Medarbetare
Bland de mest framträdande redaktörerna och programledarna fanns:
- Marianne Nyman
- Kaj Kunnas
- Leif Lampenius